# Primera División de España 1996-97

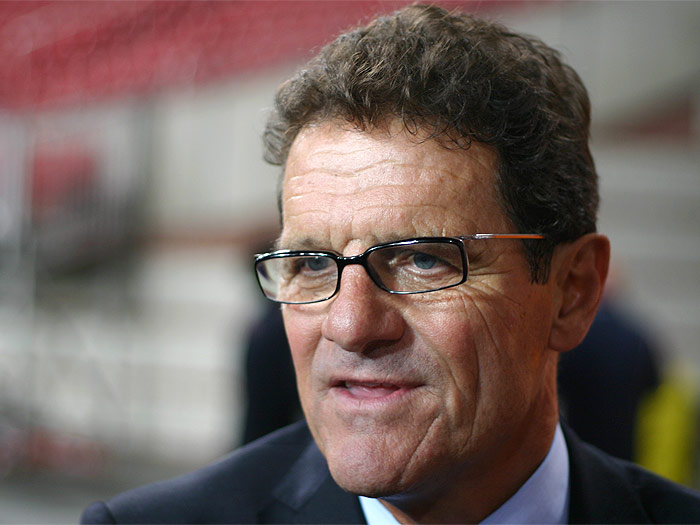
Fabio Capello debutó en el banquillo madridista con un título de liga.

La temporada 1996/1997 de la Primera División de España corresponde a la edición 66.ª del campeonato. Se disputó entre el 31 de agosto de 1996 y el 23 de junio de 1997. Por segunda y última temporada, se disputó la llamada liga de los 22. Primera temporada que se aplica la llamada "ley Bosman", que consideraba a cualquier jugador de la Unión Europea como propio del país, sin ocupar plaza de extranjero.
El Real Madrid se proclamó campeón por 27.ª vez en su historia.

## Equipos participantes y estadios
Por segundo año consecutivo, Extremadura tuvo un debutante en la máxima categoría del fútbol español. El modesto Club de Fútbol Extremadura tomó el relevo al descendido CP Mérida.
| Equipo                                    | Ciudad                 | Estadio                   |
| ----------------------------------------- | ---------------------- | ------------------------- |
| Athletic Club                             | Bilbao                 | San Mamés                 |
| Club Atlético de Madrid                   | Madrid                 | Vicente Calderón          |
| Fútbol Club Barcelona                     | Barcelona              | Camp Nou                  |
| Real Betis Balompié                       | Sevilla                | Benito Villamarín         |
| Real Club Celta de Vigo                   | Vigo                   | Balaídos                  |
| Sociedad Deportiva Compostela             | Santiago de Compostela | San Lázaro                |
| Real Club Deportivo de La Coruña          | La Coruña              | Riazor                    |
| Real Club Deportivo Espanyol de Barcelona | Barcelona              | Sarriá                    |
| Club de Fútbol Extremadura                | Almendralejo           | Francisco de la Hera      |
| Hércules Club de Fútbol                   | Alicante               | José Rico Pérez           |
| Club Deportivo Logroñés                   | Logroño                | Las Gaunas                |
| Real Oviedo Club de Fútbol                | Oviedo                 | Carlos Tartiere           |
| Real Racing Club de Santander             | Santander              | El Sardinero              |
| Rayo Vallecano de Madrid                  | Madrid                 | Vallecas                  |
| Real Madrid Club de Fútbol                | Madrid                 | Santiago Bernabeu         |
| Real Sociedad de Fútbol                   | San Sebastián          | Anoeta                    |
| Sevilla Fútbol Club                       | Sevilla                | Ramón Sánchez Pizjuán     |
| Real Sporting de Gijón                    | Gijón                  | El Molinón                |
| Club Deportivo Tenerife                   | Santa Cruz de Tenerife | Heliodoro Rodríguez López |
| Valencia Club de Fútbol                   | Valencia               | Mestalla                  |
| Real Valladolid                           | Valladolid             | José Zorrilla             |
| Real Zaragoza Club Deportivo              | Zaragoza               | La Romareda               |

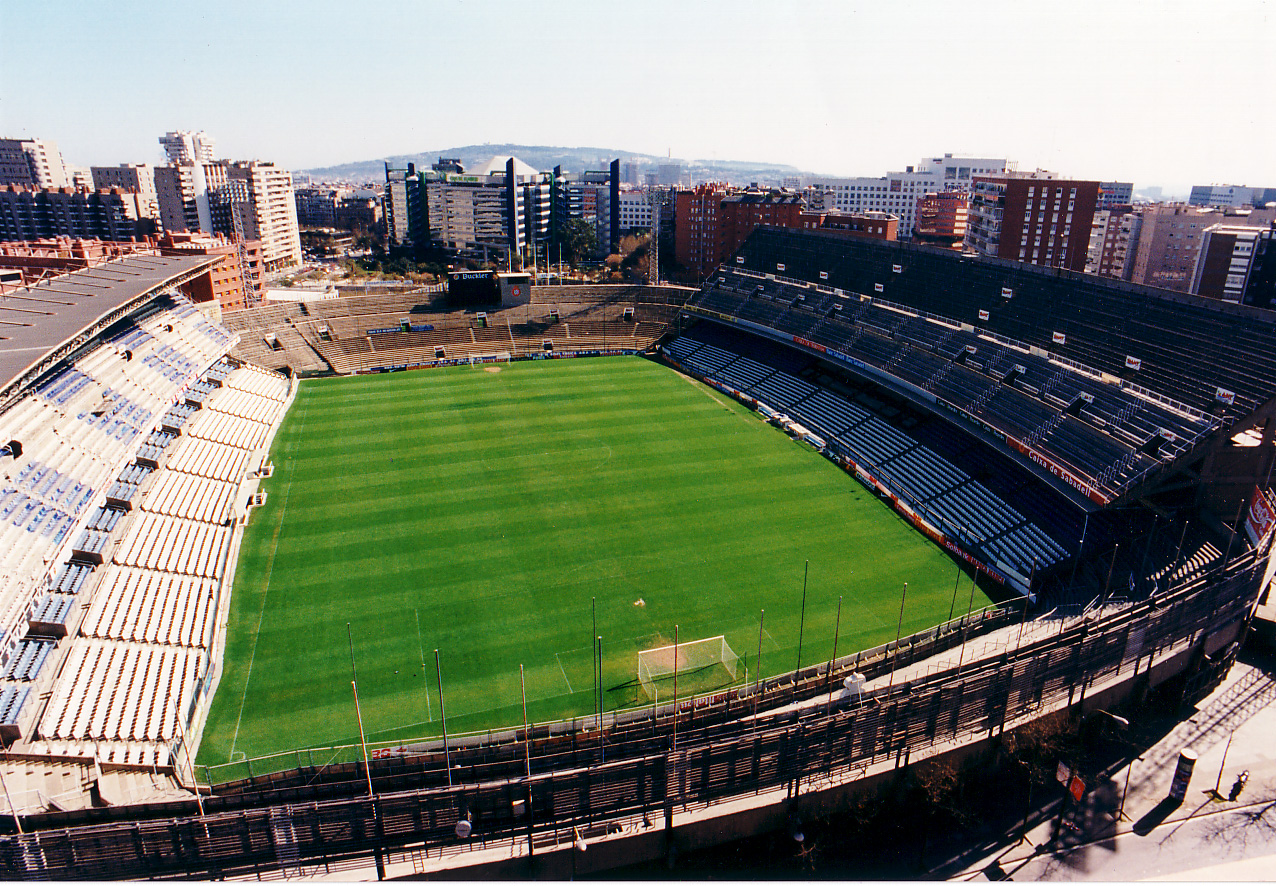
El Estadio de Sarriá, en Barcelona, escenario del primer gol de la historia de la liga, acogió fútbol de Primera División por última vez tras 68 años.

Esta fue la última temporada que el RCD Espanyol disputó sus encuentros en el campo de la Carretera de Sarriá, sede del equipo barcelonés desde el inicio de la liga en 1929. El estadio fue demolido en septiembre de 1997 tras 74 años de historia.

## Sistema de competición
La Primera División de España 1996/97 fue organizada por la Liga Nacional de Fútbol Profesional (LFP).
Constaba de un grupo único integrado por veintidós clubes de toda la geografía española. Siguiendo un sistema de liga, los veintidós equipos se enfrentaron todos contra todos en dos ocasiones -una en campo propio y otra en campo contrario- sumando un total de 42 jornadas. El orden de los encuentros se decidió por sorteo antes de empezar la competición.
La clasificación final se estableció con arreglo a los puntos obtenidos en cada enfrentamiento, a razón de tres por partido ganado, uno por empatado y ninguno en caso de derrota. Los mecanismos para desempatar la clasificación, si al finalizar el campeonato dos equipos igualaban a puntos, fueron los siguientes:
1. El que tuviera una mayor diferencia entre goles a favor y en contra en los enfrentamientos entre ambos.
2. Si persiste el empate, el que tuviera la mayor la diferencia de goles a favor y en contra en todos los encuentros del campeonato.

En caso de empate a puntos entre tres o más clubes, los sucesivos mecanismos de desempate previstos por el reglamento fueron los siguientes: 
1. La mejor puntuación de la que a cada uno corresponda a tenor de los resultados de los partidos jugados entre sí por los clubes implicados.
2. La mayor diferencia de goles a favor y en contra, considerando únicamente los partidos jugados entre sí por los clubes implicados.
3. La mayor diferencia de goles a favor y en contra teniendo en cuenta todos los encuentros del campeonato.
4. El mayor número de goles a favor teniendo en cuenta todos los encuentros del campeonato.

### Efectos de la clasificación
El equipo que más puntos sumó al final del campeonato fue proclamado campeón de liga y obtuvo el derecho automático a participar en la siguiente edición de la Liga de Campeones de la UEFA. A partir de esta temporada, el subcampeón de liga también obtiene la clasificación para la Liga de Campeones, aunque disputando las eliminatorias preliminares. Por su parte, el campeón de la Copa del Rey obtuvo la clasificación para próxima edición de la Recopa de Europa.
Esta temporada la liga española gana un cupo en la Copa de la UEFA, pasando de tres a cuatro representantes. Estas cuatro plazas son para los equipos mejor clasificados, sin contar los que acceden a la Liga de Campeones y la Recopa.
Debido a la reducción del campeonato de veintidós a veinte equipos, los cuatro últimos clasificados descendieron directamente a Segunda División, siendo reemplazados la siguiente temporada por el campeón y el subcampeón de esta categoría. Por su parte, el 18.º clasificado de Primera disputó una promoción de permanencia con el tercer clasificado de la Segunda.

### Inscripción de futbolistas
La principal novedad de esta temporada es la entrada en vigor de la llamada Sentencia Bosman, que supone que los futbolistas nacidos en países de la Unión Europea dejan de ocupar plaza de extranjero. De este modo, los clubes pueden tener en sus plantillas un cupo ilimitado de jugadores comunitarios.
Así mismo, a partir de esta temporada el número máximo de jugadores inscritos por plantilla se amplía de 22 a 25 fichas federativas. De estas, hasta un máximo de seis pueden corresponder a futbolistas extranjeros, es decir, jugadores cuya nacionalidad no corresponda a los países de la Unión Europea, teniendo en cuenta que en los partidos solo pueden alinearse simultáneamente un máximo de cuatro.

## Clasificación
| Pos. | Equipo                    | Pts. | PJ | G  | E  | P  | GF  | GC | Dif. | Clasificación                                           |
| ---- | ------------------------- | ---- | -- | -- | -- | -- | --- | -- | ---- | ------------------------------------------------------- |
| 1    | Real Madrid C. F. (C)     | 92   | 42 | 27 | 11 | 4  | 85  | 36 | +49  | Fase de grupos de la Liga de Campeones de la UEFA       |
| 2    | F. C. Barcelona           | 90   | 42 | 28 | 6  | 8  | 102 | 48 | +54  | Segunda ronda previa de la Liga de Campeones de la UEFA |
| 3    | R. C. Deportivo La Coruña | 77   | 42 | 21 | 14 | 7  | 57  | 30 | +27  | Copa de la UEFA                                         |
| 4    | Real Betis                | 77   | 42 | 21 | 14 | 7  | 81  | 46 | +35  | Recopa de Europa                                        |
| 5    | Atlético de Madrid        | 71   | 42 | 20 | 11 | 11 | 76  | 64 | +12  | Copa de la UEFA                                         |
| 6    | Athletic Club             | 64   | 42 | 16 | 16 | 10 | 72  | 57 | +15  | Copa de la UEFA                                         |
| 7    | Real Valladolid           | 64   | 42 | 18 | 10 | 14 | 57  | 46 | +11  | Copa de la UEFA                                         |
| 8    | Real Sociedad             | 63   | 42 | 18 | 9  | 15 | 50  | 47 | +3   |                                                         |
| 9    | C. D. Tenerife            | 56   | 42 | 15 | 11 | 16 | 69  | 57 | +12  |                                                         |
| 10   | Valencia C. F.            | 56   | 42 | 15 | 11 | 16 | 63  | 59 | +4   |                                                         |
| 11   | S. D. Compostela          | 53   | 42 | 13 | 14 | 15 | 52  | 65 | −13  |                                                         |
| 12   | R. C. D. Espanyol         | 51   | 42 | 14 | 9  | 19 | 51  | 57 | −6   |                                                         |
| 13   | Racing de Santander       | 50   | 42 | 11 | 17 | 14 | 52  | 54 | −2   |                                                         |
| 14   | Real Zaragoza             | 50   | 42 | 12 | 14 | 16 | 58  | 66 | −8   |                                                         |
| 15   | Sporting de Gijón         | 50   | 42 | 13 | 11 | 18 | 45  | 63 | −18  |                                                         |
| 16   | R. C. Celta de Vigo       | 49   | 42 | 12 | 13 | 17 | 51  | 54 | −3   |                                                         |
| 17   | Real Oviedo C. F.         | 48   | 42 | 12 | 12 | 18 | 49  | 65 | −16  |                                                         |
| 18   | A. D. Rayo Vallecano (D)  | 45   | 42 | 13 | 6  | 23 | 43  | 62 | −19  | Promoción de permanencia en Primera División            |
| 19   | C. F. Extremadura (D)     | 44   | 42 | 11 | 11 | 20 | 35  | 64 | −29  | Descenso a Segunda División                             |
| 20   | Sevilla F. C. (D)         | 43   | 42 | 12 | 7  | 23 | 50  | 69 | −19  | Descenso a Segunda División                             |
| 21   | Hércules C. F. (D)        | 41   | 42 | 12 | 5  | 25 | 40  | 77 | −37  | Descenso a Segunda División                             |
| 22   | C. D. Logroñés (D)        | 33   | 42 | 9  | 6  | 27 | 33  | 85 | −52  | Descenso a Segunda División                             |

 Fuente: BDFutbol
Criterios de clasificación: Puntos · Diferencia de goles · Goles a favor · Play-off
Notas:
1. ↑  El Real Betis accedió a la Recopa de Europa como subcampeón de la Copa del Rey, porque el campeón de dicho torneo, el FC Barcelona, se clasificó para la Liga de Campeones.

### Evolución de la clasificación
| Equipo / Jornada    | 1  | 2  | 3  | 4  | 5  | 6  | 7  | 8  | 9  | 10 | 11 | 12 | 13 | 14 | 15 | 16 | 17 | 18 | 19 | 20 | 21 | 22 | 23 | 24 | 25 | 26 | 27 | 28 | 29 | 30 | 31 | 32 | 33 | 34 | 35 | 36 | 37 | 38 | 39 | 40 | 41 | 42 |
| Equipo / Jornada    |    |    |    |    |    |    |    |    |    |    |    |    |    |    |    |    |    |    |    |    |    |    |    |    |    |    |    |    |    |    |    |    |    |    |    |    |    |    |    |    |    |    |
| ------------------- | -- | -- | -- | -- | -- | -- | -- | -- | -- | -- | -- | -- | -- | -- | -- | -- | -- | -- | -- | -- | -- | -- | -- | -- | -- | -- | -- | -- | -- | -- | -- | -- | -- | -- | -- | -- | -- | -- | -- | -- | -- | -- |
| Real Madrid         | 12 | 6  | 7  | 5  | 3  | 1  | 3  | 2  | 2  | 2  | 2  | 2  | 2  | 1  | 1  | 1  | 1  | 1  | 1  | 1  | 1  | 1  | 1  | 1  | 1  | 1  | 1  | 1  | 1  | 1  | 1  | 1  | 1  | 1  | 1  | 1  | 1  | 1  | 1  | 1  | 1  | 1  |
| Barcelona           | 3  | 3  | 2  | 2  | 1  | 2  | 1  | 1  | 1  | 1  | 1  | 1  | 1  | 2  | 2  | 3  | 2  | 2  | 2  | 2  | 2  | 2  | 3  | 2  | 2  | 2  | 2  | 2  | 2  | 2  | 2  | 2  | 2  | 2  | 2  | 2  | 2  | 2  | 2  | 2  | 2  | 2  |
| Deportivo           | 13 | 15 | 8  | 4  | 2  | 4  | 2  | 3  | 3  | 3  | 3  | 3  | 3  | 3  | 3  | 2  | 3  | 3  | 4  | 4  | 4  | 5  | 5  | 5  | 5  | 5  | 5  | 4  | 4  | 4  | 4  | 4  | 4  | 4  | 4  | 4  | 3  | 3  | 4  | 4  | 4  | 3  |
| Real Betis          | 2  | 2  | 1  | 1  | 4  | 3  | 4  | 4  | 4  | 4  | 5  | 5  | 4  | 4  | 4  | 4  | 4  | 4  | 3  | 3  | 3  | 3  | 2  | 3  | 3  | 3  | 3  | 3  | 3  | 3  | 3  | 3  | 3  | 3  | 3  | 3  | 4  | 4  | 3  | 3  | 3  | 4  |
| Atlético            | 4  | 9  | 17 | 11 | 6  | 7  | 6  | 10 | 14 | 12 | 6  | 6  | 7  | 5  | 5  | 5  | 5  | 5  | 5  | 6  | 5  | 6  | 4  | 4  | 4  | 4  | 4  | 5  | 5  | 5  | 5  | 5  | 5  | 5  | 5  | 5  | 5  | 5  | 5  | 5  | 5  | 5  |
| Athletic            | 21 | 12 | 18 | 18 | 14 | 17 | 17 | 11 | 12 | 8  | 12 | 7  | 6  | 6  | 6  | 7  | 7  | 9  | 9  | 9  | 7  | 8  | 10 | 8  | 7  | 7  | 7  | 8  | 8  | 7  | 6  | 6  | 7  | 7  | 7  | 7  | 8  | 7  | 6  | 6  | 6  | 6  |
| Valladolid          | 7  | 10 | 16 | 10 | 11 | 11 | 7  | 5  | 5  | 5  | 4  | 4  | 5  | 7  | 8  | 8  | 8  | 7  | 7  | 7  | 9  | 7  | 7  | 7  | 9  | 8  | 8  | 9  | 10 | 8  | 8  | 7  | 6  | 6  | 6  | 6  | 6  | 6  | 7  | 7  | 7  | 7  |
| Real Sociedad       | 9  | 5  | 4  | 7  | 8  | 5  | 5  | 6  | 7  | 13 | 7  | 9  | 9  | 9  | 7  | 6  | 6  | 6  | 6  | 5  | 6  | 4  | 6  | 6  | 6  | 6  | 6  | 6  | 6  | 6  | 7  | 8  | 9  | 9  | 8  | 9  | 7  | 8  | 8  | 8  | 8  | 8  |
| CD Tenerife         | 1  | 1  | 5  | 9  | 5  | 6  | 10 | 12 | 8  | 9  | 10 | 10 | 10 | 11 | 13 | 10 | 9  | 8  | 8  | 8  | 10 | 10 | 9  | 10 | 10 | 10 | 9  | 7  | 7  | 9  | 9  | 9  | 8  | 8  | 9  | 8  | 9  | 10 | 10 | 10 | 10 | 9  |
| Valencia CF         | 15 | 20 | 21 | 15 | 10 | 15 | 12 | 7  | 6  | 6  | 9  | 12 | 11 | 13 | 11 | 13 | 11 | 12 | 10 | 11 | 11 | 11 | 11 | 11 | 11 | 11 | 11 | 10 | 9  | 10 | 10 | 10 | 10 | 10 | 10 | 10 | 10 | 9  | 9  | 9  | 9  | 10 |
| SD Compostela       | 22 | 14 | 20 | 12 | 17 | 18 | 19 | 19 | 18 | 18 | 19 | 18 | 18 | 18 | 20 | 17 | 17 | 16 | 15 | 17 | 16 | 16 | 17 | 17 | 15 | 16 | 14 | 15 | 16 | 15 | 13 | 14 | 12 | 13 | 13 | 14 | 12 | 13 | 12 | 11 | 13 | 11 |
| RCD Espanyol        | 14 | 18 | 15 | 14 | 9  | 14 | 15 | 17 | 15 | 11 | 13 | 13 | 14 | 14 | 14 | 14 | 14 | 15 | 16 | 15 | 15 | 17 | 14 | 15 | 16 | 17 | 19 | 20 | 20 | 18 | 19 | 17 | 15 | 16 | 16 | 13 | 15 | 14 | 15 | 14 | 15 | 12 |
| Racing de Santander | 5  | 4  | 3  | 8  | 13 | 9  | 8  | 8  | 10 | 7  | 8  | 8  | 8  | 8  | 9  | 11 | 10 | 11 | 12 | 10 | 8  | 9  | 8  | 9  | 8  | 9  | 10 | 11 | 11 | 11 | 11 | 11 | 11 | 11 | 11 | 11 | 11 | 11 | 13 | 12 | 11 | 13 |
| Real Zaragoza       | 10 | 7  | 9  | 13 | 18 | 19 | 18 | 18 | 19 | 19 | 20 | 20 | 20 | 20 | 18 | 19 | 19 | 19 | 21 | 21 | 21 | 20 | 18 | 18 | 18 | 18 | 17 | 17 | 14 | 16 | 16 | 18 | 16 | 18 | 14 | 16 | 14 | 12 | 11 | 13 | 12 | 14 |
| Sporting            | 6  | 8  | 10 | 6  | 15 | 12 | 9  | 9  | 13 | 16 | 15 | 17 | 17 | 16 | 16 | 16 | 16 | 17 | 17 | 16 | 17 | 15 | 16 | 16 | 17 | 15 | 16 | 14 | 15 | 14 | 15 | 15 | 19 | 19 | 19 | 19 | 19 | 18 | 17 | 17 | 14 | 15 |
| Celta               | 20 | 17 | 12 | 16 | 19 | 16 | 16 | 16 | 11 | 14 | 14 | 16 | 12 | 10 | 12 | 9  | 13 | 13 | 13 | 14 | 14 | 14 | 15 | 12 | 12 | 12 | 12 | 12 | 13 | 12 | 12 | 12 | 13 | 12 | 12 | 12 | 13 | 15 | 14 | 16 | 17 | 16 |
| Real Oviedo         | 19 | 11 | 6  | 3  | 7  | 10 | 14 | 14 | 16 | 15 | 16 | 14 | 15 | 15 | 15 | 15 | 15 | 14 | 14 | 13 | 12 | 12 | 12 | 13 | 14 | 14 | 13 | 13 | 12 | 13 | 14 | 13 | 14 | 17 | 18 | 15 | 16 | 16 | 16 | 15 | 16 | 17 |
| Rayo Vallecano      | 16 | 19 | 13 | 19 | 16 | 13 | 11 | 13 | 9  | 10 | 11 | 11 | 13 | 12 | 10 | 12 | 12 | 10 | 11 | 12 | 13 | 13 | 13 | 14 | 13 | 13 | 15 | 16 | 17 | 19 | 17 | 19 | 17 | 14 | 17 | 18 | 18 | 17 | 18 | 18 | 18 | 18 |
| CF Extremadura      | 17 | 22 | 22 | 22 | 22 | 22 | 22 | 22 | 22 | 22 | 21 | 22 | 21 | 22 | 22 | 22 | 22 | 22 | 22 | 22 | 22 | 22 | 22 | 21 | 21 | 20 | 20 | 18 | 18 | 17 | 18 | 16 | 18 | 15 | 15 | 17 | 17 | 19 | 19 | 19 | 19 | 19 |
| Sevilla FC          | 18 | 21 | 14 | 20 | 20 | 20 | 20 | 20 | 20 | 20 | 17 | 15 | 16 | 17 | 19 | 20 | 20 | 20 | 19 | 20 | 19 | 21 | 21 | 20 | 20 | 21 | 21 | 22 | 21 | 21 | 21 | 22 | 22 | 22 | 21 | 21 | 21 | 21 | 20 | 21 | 20 | 20 |
| Hércules CF         | 8  | 13 | 19 | 21 | 21 | 21 | 21 | 21 | 21 | 21 | 22 | 21 | 22 | 21 | 21 | 21 | 21 | 21 | 20 | 18 | 20 | 19 | 20 | 22 | 22 | 22 | 22 | 21 | 22 | 22 | 22 | 20 | 20 | 20 | 20 | 20 | 20 | 20 | 21 | 20 | 21 | 21 |
| Logronés            | 11 | 16 | 11 | 17 | 12 | 8  | 13 | 15 | 17 | 17 | 18 | 19 | 19 | 19 | 17 | 18 | 18 | 18 | 18 | 19 | 18 | 18 | 19 | 19 | 19 | 19 | 18 | 19 | 19 | 20 | 20 | 21 | 21 | 21 | 22 | 22 | 22 | 22 | 22 | 22 | 22 | 22 |

### Promoción de permanencia
| Ida:         |     |                |
| RCD Mallorca | 1-0 | Rayo Vallecano |

| Vuelta:        |     |              |                 |
| Rayo Vallecano | 2-1 | RCD Mallorca | Global: 2-2 (v) |

## Resultados
| Local \ Visitante         | ATH | ATM | BAR | BET | CEL | COM | DEP | ESP | EXT | HER | LOG | OVI | RAC | RAY | RMA | RSO | SEV | SPO | TEN | VAL | VLD | ZAR |
| ------------------------- | --- | --- | --- | --- | --- | --- | --- | --- | --- | --- | --- | --- | --- | --- | --- | --- | --- | --- | --- | --- | --- | --- |
| Athletic Club             | —   | 1–1 | 2–1 | 0–3 | 2–2 | 2–2 | 1–0 | 2–2 | 0–0 | 5–0 | 6–0 | 3–2 | 2–2 | 3–2 | 1–0 | 1–3 | 0–0 | 4–0 | 2–0 | 2–0 | 0–0 | 2–2 |
| Atlético de Madrid        | 2–1 | —   | 2–5 | 2–2 | 2–0 | 4–1 | 0–2 | 2–1 | 1–1 | 3–0 | 2–0 | 3–0 | 1–0 | 1–3 | 1–4 | 2–2 | 3–2 | 2–1 | 0–3 | 1–4 | 3–1 | 5–1 |
| F. C. Barcelona           | 2–0 | 3–3 | —   | 3–0 | 1–0 | 3–0 | 1–0 | 2–1 | 3–0 | 2–3 | 8–0 | 2–2 | 1–0 | 6–0 | 1–0 | 3–2 | 4–0 | 4–0 | 1–1 | 3–2 | 6–1 | 4–1 |
| Real Betis                | 3–0 | 3–2 | 2–4 | —   | 1–1 | 0–0 | 1–2 | 1–2 | 3–1 | 2–1 | 5–1 | 4–0 | 2–2 | 3–0 | 1–1 | 2–1 | 3–3 | 0–1 | 3–1 | 1–1 | 2–0 | 2–2 |
| R. C. Celta de Vigo       | 0–2 | 1–1 | 1–3 | 0–2 | —   | 1–2 | 1–1 | 2–2 | 0–1 | 3–0 | 4–0 | 3–1 | 1–1 | 2–0 | 4–0 | 1–1 | 4–2 | 2–1 | 3–1 | 1–1 | 0–2 | 0–0 |
| S. D. Compostela          | 1–1 | 3–1 | 1–5 | 0–2 | 2–1 | —   | 0–0 | 3–1 | 4–0 | 2–2 | 1–2 | 0–2 | 1–1 | 2–1 | 1–2 | 1–2 | 2–0 | 2–1 | 1–1 | 0–3 | 1–1 | 2–1 |
| R. C. Deportivo La Coruña | 2–2 | 0–0 | 0–1 | 3–0 | 2–2 | 1–0 | —   | 2–0 | 1–0 | 4–0 | 4–1 | 3–0 | 2–1 | 1–1 | 1–1 | 1–0 | 3–0 | 0–0 | 0–0 | 1–0 | 0–2 | 1–0 |
| R. C. D. Espanyol         | 0–2 | 0–0 | 2–0 | 0–0 | 0–0 | 0–2 | 0–1 | —   | 5–1 | 2–1 | 5–1 | 2–0 | 0–0 | 0–0 | 0–2 | 3–0 | 1–0 | 2–3 | 1–0 | 3–2 | 1–0 | 3–0 |
| C. F. Extremadura         | 1–2 | 2–4 | 1–3 | 0–3 | 2–0 | 1–1 | 1–0 | 3–0 | —   | 0–0 | 3–0 | 0–2 | 1–2 | 1–0 | 0–0 | 1–0 | 0–1 | 1–2 | 2–0 | 1–0 | 1–1 | 2–1 |
| Hércules C. F.            | 3–2 | 0–2 | 2–1 | 0–1 | 0–2 | 1–0 | 1–3 | 1–2 | 2–1 | —   | 1–0 | 1–1 | 0–1 | 1–0 | 2–3 | 2–1 | 3–0 | 1–1 | 3–1 | 0–2 | 1–0 | 1–1 |
| C. D. Logroñés            | 1–4 | 0–3 | 0–1 | 2–1 | 0–3 | 1–1 | 1–2 | 1–0 | 0–0 | 3–2 | —   | 1–1 | 1–1 | 0–2 | 0–2 | 1–0 | 2–0 | 0–2 | 0–1 | 2–1 | 0–1 | 1–2 |
| Real Oviedo C. F.         | 2–0 | 4–1 | 2–4 | 1–1 | 2–1 | 2–2 | 0–1 | 3–1 | 0–0 | 2–0 | 2–1 | —   | 1–5 | 0–2 | 2–3 | 0–0 | 1–0 | 0–0 | 1–3 | 3–0 | 1–1 | 1–0 |
| Racing de Santander       | 1–2 | 1–1 | 1–1 | 1–1 | 1–0 | 2–2 | 1–1 | 1–1 | 2–3 | 1–2 | 2–1 | 1–0 | —   | 1–2 | 2–2 | 1–2 | 1–4 | 2–0 | 1–2 | 3–2 | 2–0 | 1–2 |
| A. D. Rayo Vallecano      | 1–1 | 1–2 | 1–2 | 0–4 | 3–0 | 0–1 | 1–2 | 0–1 | 3–0 | 2–1 | 1–0 | 2–2 | 0–0 | —   | 1–0 | 1–0 | 2–0 | 0–1 | 1–2 | 3–1 | 1–2 | 1–1 |
| Real Madrid C. F.         | 1–0 | 3–1 | 2–0 | 2–2 | 4–0 | 0–0 | 3–2 | 2–0 | 5–0 | 3–0 | 0–0 | 6–1 | 2–1 | 1–0 | —   | 6–1 | 4–2 | 3–1 | 0–0 | 4–2 | 1–0 | 2–0 |
| Real Sociedad             | 0–0 | 1–1 | 2–0 | 0–1 | 1–2 | 4–1 | 1–1 | 1–0 | 3–0 | 2–1 | 2–1 | 1–0 | 2–0 | 3–1 | 1–2 | —   | 1–0 | 1–1 | 3–0 | 0–1 | 0–0 | 1–0 |
| Sevilla F. C.             | 4–2 | 0–0 | 0–1 | 0–3 | 2–0 | 0–1 | 0–1 | 3–1 | 0–0 | 5–0 | 1–4 | 2–1 | 0–0 | 2–0 | 1–3 | 2–3 | —   | 2–1 | 2–1 | 0–2 | 2–2 | 1–2 |
| Sporting de Gijón         | 2–4 | 0–1 | 0–0 | 2–4 | 2–1 | 1–1 | 1–1 | 4–3 | 1–1 | 2–0 | 2–0 | 0–0 | 0–1 | 3–0 | 0–1 | 0–0 | 1–1 | —   | 2–1 | 2–1 | 1–2 | 2–0 |
| C. D. Tenerife            | 3–3 | 2–3 | 4–0 | 0–1 | 0–0 | 6–0 | 2–1 | 5–1 | 2–1 | 3–1 | 2–0 | 2–2 | 2–2 | 1–2 | 1–1 | 0–1 | 0–2 | 6–0 | —   | 2–1 | 1–3 | 3–3 |
| Valencia C. F.            | 5–2 | 3–1 | 1–1 | 1–1 | 2–0 | 2–1 | 1–1 | 1–1 | 0–0 | 3–0 | 0–1 | 2–1 | 1–1 | 1–0 | 1–1 | 0–1 | 4–2 | 2–1 | 2–1 | —   | 2–4 | 1–1 |
| Real Valladolid           | 0–0 | 0–3 | 3–1 | 1–3 | 0–1 | 3–1 | 1–1 | 2–1 | 4–0 | 1–0 | 2–1 | 0–1 | 3–0 | 4–0 | 1–1 | 3–0 | 0–1 | 1–0 | 0–2 | 4–1 | —   | 1–1 |
| Real Zaragoza             | 1–1 | 2–3 | 3–5 | 2–2 | 1–1 | 1–3 | 1–2 | 1–0 | 3–1 | 2–0 | 2–2 | 1–0 | 0–2 | 3–2 | 1–2 | 3–0 | 2–1 | 5–0 | 1–1 | 1–1 | 1–0 | —   |

## Máximos goleadores (Trofeo Pichichi)
En su debut en la liga española, el brasileño Ronaldo ganó el Trofeo Pichichi con el tercer mejor registro anotador de la historia, 34 goles, batiendo el récord de goles en liga marcados en una temporada por un jugador del F. C. Barcelona. Su registro también le permitió conquistar la Bota de Oro como mejor goleador de las ligas europeas.

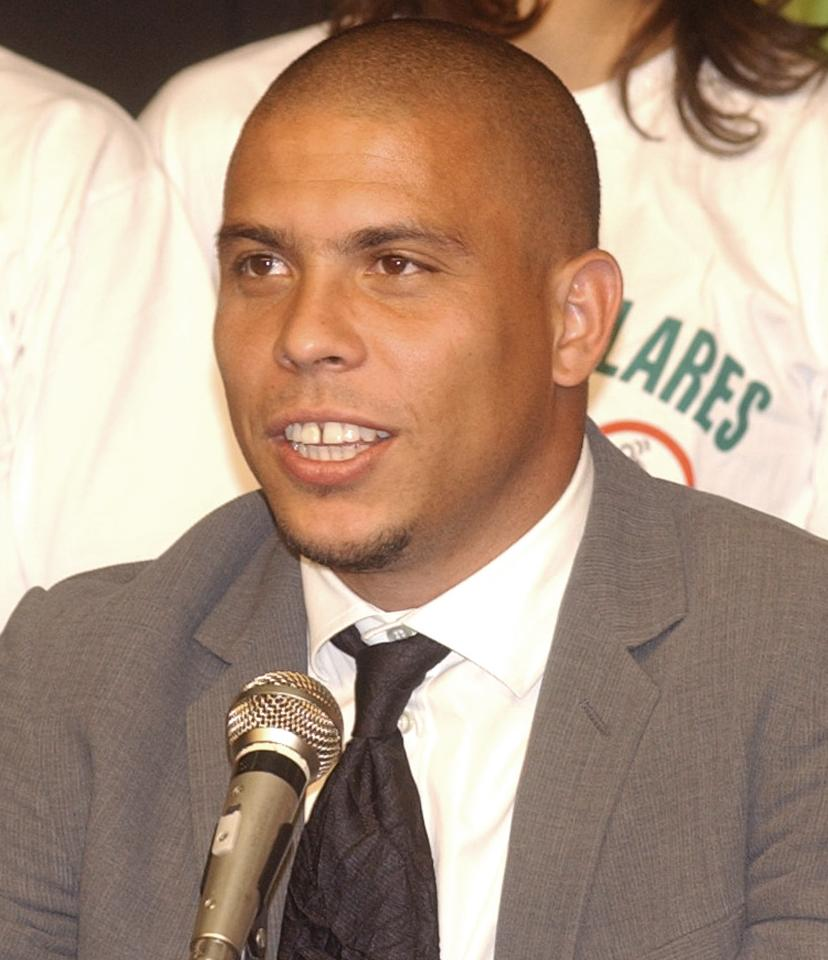
Ronaldo se consagró en el F. C. Barcelona.

| Pos. | Jugador               | Equipo                 | Goles |
| ---- | --------------------- | ---------------------- | ----- |
| 1.º  | Ronaldo               | F.C. Barcelona         | 34    |
| 2.º  | Alfonso Pérez         | Real Betis             | 25    |
| 3.º  | Davor Šuker           | Real Madrid            | 24    |
| 4.º  | Raúl González         | Real Madrid            | 21    |
|      | Rivaldo               | Deportivo de La Coruña | 21    |
| 6.º  | Oli Álvarez           | Real Oviedo            | 19    |
| 7.º  | Luis Enrique Martínez | F. C. Barcelona        | 17    |
|      | Christopher Ohen      | SD Compostela          | 17    |
|      | José Ángel Ziganda    | Athletic Club          | 17    |
| 10.º | Víctor Fernández      | Real Valladolid        | 16    |
|      | Luboslav Penev        | SD Compostela          | 16    |
|      | Ismael Urzaiz         | Athletic Club          | 16    |

## Otros premios

### Trofeo Zamora
A pesar de su veteranía, Jacques Songo'o debutó esta temporada en la Primera División de España logrando el Trofeo del Diario Marca al portero menos goleado del campeonato.
Para optar al Trofeo Zamora fue necesario disputar 60 minutos en, como mínimo, 28 partidos. En caso de empate, se primó al jugador con mayor número de encuentro disputados.
| Pos  | Jugador             | Equipo                 | Goles | Partidos | Promedio |
| ---- | ------------------- | ---------------------- | ----- | -------- | -------- |
| 1.º  | Jacques Songo'o     | Deportivo de La Coruña | 28    | 37       | 0,76     |
| 2.º  | Bodo Illgner        | Real Madrid            | 31    | 40       | 0,78     |
| 3.º  | César Sánchez       | Real Valladolid        | 41    | 39       | 1,05     |
| 4.º  | Toni Prats          | Real Betis             | 45    | 40       | 1,13     |
| 5.º  | Alberto López       | Real Sociedad          | 47    | 41       | 1,15     |
| 6.º  | Vítor Baía          | F. C. Barcelona        | 43    | 37       | 1,16     |
| 7.º  | José María Ceballos | Racing de Santander    | 49    | 40       | 1,23     |
| 8.º  | Richard Dutruel     | Celta de Vigo          | 44    | 35       | 1,26     |
| 9.º  | Toni Jiménez        | RCD Espanyol           | 44    | 34       | 1,29     |
| 10.º | Marcelo Ojeda       | CD Tenerife            | 46    | 35       | 1,31     |

### Trofeo Guruceta
El Diario Marca volvió a premiar a Antonio Jesús López Nieto como mejor árbitro de Primera División.
| Pos. | Árbitro (colegio)         | Puntos | Partidos | Cociente |
| ---- | ------------------------- | ------ | -------- | -------- |
| 1.º  | Antonio Jesús López Nieto | 35     | 21       | 1,67     |
| 2.º  | Celino Gracia Redondo     | 29     | 19       | 1,53     |
| 3.º  | Manuel Díaz Vega          | 30     | 20       | 1,50     |

### Trofeo EFE
Los futbolistas brasileños fueron los grandes protagonistas de la temporada. El barcelonista Ronaldo se impuso a sus compañeros de selección, Roberto Carlos y Rivaldo en el Trofeo EFE al mejor jugador iberoamericano de Primera División.
| Pos. | Jugador        | Equipo                 | Coeficiente |
| ---- | -------------- | ---------------------- | ----------- |
| 1.º  | Ronaldo        | F.C. Barcelona         | 6,9         |
| 2.º  | Roberto Carlos | Real Madrid            | 6,8         |
| 3.º  | Rivaldo        | Deportivo de La Coruña | 6,5         |